# 小行星8111
小行星8111（英語：8111 Hoepli）是一颗围绕太阳公转的小行星。1995年4月2日，A. Testa、V. Giuliani在索尔马诺发现了此天体。
这颗小行星的绝对星等为225.1036766529705等。